# Dandelion (2024)
Dandelion (engl. für „Löwenzahn“) ist ein romantisches Filmdrama von Nicole Riegel. Der Musikfilm mit KiKi Layne in der Titelrolle und Thomas Doherty in der männlichen Hauptrolle feierte im März 2024 beim South by Southwest Film Festival seine Premiere und kam im Juli 2024 in die US-Kinos.

## Handlung
Die Singer-Songwriterin Dandelion aus Cincinnati tritt mehrere Mal in der Woche in einer Lounge auf. Die Gäste hören ihr allerdings kaum zu und wissen ihr Talent nicht zu würdigen. Dandelion braucht jedoch das Geld, das sie mit diesen Auftritten verdient, denn ihre Mutter ist krank. Ein befreundeter Barkeeper erzählt ihr von einem Wettbewerb bei einer Motorrad-Rallye, bei dem die Gewinner die Chance erhalten, als Vorgruppe für einen großen Country-Act aufzutreten.
So begibt sich Dandelion zu der Motorrad-Rallye nach South Dakota. Dort lernt sie Casey kennen, einen Gitarristen, der seine Träume, als Musiker erfolgreich zu werden, schon vor langer Zeit aufgegeben hat. In ihm und der Gruppe von Musikern, mit denen er unterwegs ist, findet sie Seelenverwandte. Casey nimmt Dandelion unter seine Fittiche, und die beiden beginnen Liebeslieder zu schreiben und zu singen.

## Produktion

### Regie und Drehbuch
Regie führte Nicole Riegel, die auch das Drehbuch schrieb. Bei Dandelion handelt es sich um ihren zweiten Spielfilm. Ihr Spielfilmdebüt Holler war 2020 bei der Verleihung der Independent Spirit Awards als bester Debütfilm nominiert.

### Besetzung und Dreharbeiten
KiKi Layne, bekannt aus Hauptrollen in Beale Street, The Old Guard und Don’t Worry Darling, spielt in der Titelrolle Dandelion. Der Schotte Thomas Doherty spielt in der männlichen Hauptrolle Casey. Weiter auf der Besetzungsliste finden sich Melanie Nicholls-King, Brady Stablein, Jack Stablein und Grace Kaiser.
Die Dreharbeiten wurden im Oktober 2022 begonnen und im Dezember 2022 beendet. Als Kamerafrau fungierte Lauren Guiteras.

### Filmmusik und Songs
Die Filmmusik komponierten die Zwillingsbrüder Aaron und Bryce Dessner. Die im Film zu hörenden Lieder von Dandelion wurden von KiKi Layne selbst gesungen. Wie die von ihr gespielte Figur kommt Layne ebenfalls aus Cincinnati und startete dort ihre Karriere als Musikerin und Singer-Songwriterin: „Dieser Film ermöglichte es mir, mich wieder mit meiner Heimatstadt und meiner Liebe zum Musikmachen zu verbinden“, so Layne. Das Soundtrack-Album mit insgesamt 12 Musikstücken wurde zum US-Kinostart von Milan Records als Download veröffentlicht. Neben der Musik der Dessners sind auf diesem auch die Songs aus dem Film von Layne, Thomas Doherty, Brady Stablein und Grace Kaiser enthalten.

### Marketing und Veröffentlichung
Die Weltpremiere des Films fand am 10. März 2024 beim South by Southwest Film Festival statt. Erstes Bildmaterial wurde kurz zuvor veröffentlicht. Anfang Mai 2024 wurde er beim Chicago Critics Film Festival gezeigt und im Juni 2024 beim Bentonville Film Festival. Die weltweiten Rechte liegen bei IFC Films. Am 12. Juli 2024 kam der Film in ausgewählte US-Kinos.

## Rezeption

### Kritiken
Von den bei Rotten Tomatoes aufgeführten Kritiken sind 76 Prozent positiv. Bei Metacritic erhielt der Film einen Metascore von 66 von 100 möglichen Punkten.

### Auszeichnungen
Bentonville Film Festival 2024
- Nominierung im Narrative Competition[11]

Cleveland International Film Festival 2024
- Nominierung im American Independents Competition[15]